# Linus Pauling Award
Der Linus Pauling Award ist ein Chemiepreis der American Chemical Society (Sektion Puget Sound, Oregon, Portland). Er ist nach Linus Pauling benannt und wird seit 1966 vergeben. Pauling war der erste Preisträger.

## Preisträger
- 1966 – Linus Pauling
- 1967 – Manfred Eigen
- 1968 – Herbert Charles Brown
- 1969 – Henry Eyring
- 1970 – Harold C. Urey
- 1971 – Gerhard Herzberg
- 1972 – Edgar Bright Wilson
- 1973 – Elias James Corey Jr.
- 1974 – Roald Hoffmann
- 1975 – Paul Doughty Bartlett
- 1976 – Frank Albert Cotton
- 1977 – John Anthony Pople
- 1978 – Dudley R. Herschbach
- 1979 – Daniel E. Koshland
- 1980 – John D. Roberts
- 1981 – Henry Taube
- 1982 – George C. Pimentel
- 1983 – Gilbert Stork
- 1984 – John S. Waugh
- 1985 – Harold A. Scheraga
- 1986 – Harry B. Gray
- 1987 – Harden M. McConnell
- 1988 – Keith Ingold
- 1989 – Neil Bartlett
- 1990 – James P. Collman
- 1991 – Rudolph Arthur Marcus
- 1992 – Kenneth Wiberg
- 1993 – Richard N. Zare
- 1994 – James A. Ibers
- 1995 – Alexander Rich
- 1996 – Kyriacos Costa Nicolaou
- 1997 – Ahmed Zewail
- 1998 – Allen J. Bard
- 1999 – Peter Dervan
- 2000 – Gábor A. Somorjai
- 2001 – Tobin Marks
- 2002 – John I. Brauman
- 2003 – Robert Grubbs
- 2004 – Martin Karplus
- 2005 – George Whitesides
- 2006 – Peter J. Stang
- 2007 – Jacqueline K. Barton
- 2008 – Thomas C. Bruice
- 2009 – Stephen Lippard
- 2010 – A. Paul Alivisatos
- 2011 – Larry R. Dalton
- 2012 – Robert J. Cava
- 2013 – Chad A. Mirkin
- 2014 – Stephen L. Buchwald
- 2015 – Barry M. Trost
- 2016 – Timothy M. Swager
- 2017 – Christopher C. Cummins
- 2018 – Geraldine Richmond
- 2019 – Catherine J. Murphy
- 2020 – Paul J. Chirik
- 2022 – Cynthia J. Burrows
- 2023 – Laura Gagliardi
- 2024 – Younan Xia
- 2025 – Joseph S. Francisco